# Cleopatra Stratan
Cleopatra Stratan (Chișinău, 6 ottobre 2002) è una cantante moldava.
Cleopatra Stratan è una delle più giovani cantanti ad avere pubblicato un album dal buon successo commerciale, intitolato La vârsta de trei ani (All'età di tre anni).

## La nascita delfenomeno
La scoperta del talento di Cleopatra Stratan avvenne durante una registrazione in studio di una canzone da parte del padre Pavel Stratan; improvvisamente, la piccola prese in mano un microfono ed iniziò a cantare assieme al padre. La sua voce fece una forte impressione a tutti i tecnici presenti e si decise seduta stante di far registrare la canzone alla bambina, con il padre come seconda voce; la canzone era Mama (Mamma), poi inserita nel suo album. Successivamente vennero registrati altri brani, praticamente tutto l'album, e vennero organizzati alcuni concerti.
Pubblicato nell'estate del 2006, l'album ebbe un successo considerevole, ottenendo un doppio disco di platino per avere venduto oltre 150 000 copie nella sola Romania.
Il maggiore successo dell'album fu il brano Ghiţă con oltre 60 milioni di visualizzazioni su You Tube, colonna sonora nel film Mar Nero di Federico Bondi.  
Nel dicembre 2006 il padre aveva annunciato che, fino alla realizzazione del secondo album, entro 2 o 3 anni, la bambina non si sarebbe più esibita in pubblico. Tali intenzioni sono state rispettate ed a tutto il 2008, anno di uscita del secondo album La vârsta de 5 ani (All'età di cinque anni), non ci furono concerti.
Cleopatra Stratan è candidata per entrare nel Guinness dei primati come la più giovane artista mai apparsa sulle scene, in concorrenza con Shirley Temple.

## Discografia

### La vârsta de 3 ani (2006)
| Brani             | Durata  |
| ----------------- | ------- |
| Ghiţă             | 3' 17'' |
| Cuţu              | 3' 07'' |
| Te-am întâlnit    | 2' 38'' |
| Şansa             | 2' 22'' |
| Noapte bună!      | 3' 54'' |
| Număr pân' la unu | 2' 45'' |
| Mama              | 3' 58'' |
| Zuzu-zuzu         | 2' 08'' |
| Oare cât?         | 2' 01'' |
| Pasărea pistruie  | 3' 44'' |

### La vârsta de 5 ani (2008)
| Brani                     | Durata  |
| ------------------------- | ------- |
| Zunea-Zunea               | 2' 59'' |
| Elefantul şi furnica      | 3' 04'' |
| Lupul, iezii şi vizorul   | 4' 17'' |
| Vino, te aştept           | 3' 00'' |
| Căţeluş cu părul creţ     | 3' 28'' |
| Dăruieşte                 | 3' 45'' |
| Gâşte-gâşte               | 2' 43'' |
| Melc-melc                 | 2' 42'' |
| Refrenul dulcilor poveşti | 3' 00'' |
| Va veni o zi-ntr-o zi     | 3' 27'' |